# 莱日内
47°48′32″N 35°21′26″E / 47.80889°N 35.35722°E
萊日內（烏克蘭語：Лежине）是位於烏克蘭東南部的村莊，由扎波羅熱州扎波羅熱区的斯泰普內市鎮負責管轄。該村始建於1876年，面積21.01平方公里，海拔高度76米，2001年人口1,653，人口密度每平方公里78.7人。